# Adelophryne mucronatus
Espèce
Adelophryne mucronatus est une espèce d'amphibiens de la famille des Eleutherodactylidae.

## Répartition
Cette espèce est endémique de l'État de Bahia au Brésil. Elle se rencontre à Itacaré, à Ilhéus et à Una.

## Publication originale
- Lourenço-de-Moraes, Solé & Toledo, 2012 : A new species of Adelophryne Hoogmoed and Lescure 1984 (Amphibia: Anura: Eleutherodactylidae) from the Atlantic rainforest of southern Bahia, Brazil. Zootaxa, no 3441, p. 59-68.